# Лазар Цариградски
Преподобни Лазар Цариградски, познат и као Лазар Иконописац је православни светитељ, иконописац и исповедник православне вере и борац против иконоборства из 9. века.
Живео је у Цариграду. Замонашио се у раној младости. Примио је свештенички чин у време византијског цара Теофила. Цар Теофило га је прогонио због његовог иконопоштовања. Изучио је иконописање и ревносно се овим послом бавио читавог живота. И у је тамници наставио сликати иконе. Због тога је стављен на муке и замало убијен. Спасла га је царице Теодоре. Када је пуштен из тамнице, нашао је уточиште у цркви светог Јована Крститеља, где је сликао иконе до своје смрти 867. године.
За време цара Михаила III, сина Теофила и Теодоре, био је члан изасланства, упућеног римскоме папи Бенедикту III по питањима иконопоштовања. Умро је по повратку са свог другог пута у Рим. Његове мошти су пренете у Цариград, и чувају се у цркви светога Евандра.